# Кантагинський сільський округ
Кантаги́нський сільський округ (каз. Қантағы ауылдық округі, рос. Кантагинский сельский округ) — адміністративна одиниця у складі Кентауської міської адміністрації Туркестанської області Казахстану. Адміністративний центр та єдиний населений пункт — село Кантагі.
Населення — 5978 осіб (2021; 6364 у 2009, 9587 у 1999, 8255 у 1989).
Станом на 1989 рік існувала Кантагинська селищна рада (смт Кантагі).